# Darío Lema
Ángel Darío Lema (Gualeguaychú, 11 de octubre de 1976) es un exfutbolista y actual entrenador argentino. Dirige actualmente a Deportivo armenio de la primera b metropolitana de Argentina.

## Trayectoria

### Como jugador
Oriundo de Gualeguaychú, se formó en las divisiones inferiores de Banfield, donde debutó profesionalmente en 1997. Luego, fue un destacado delantero de las categorías del ascenso argentino, teniendo un paso de 6 meses por el extranjero, en el Unión Magdalena de Colombia. Se destacó en su paso por Defensores Unidos. Se retiró en 2014 defendiendo la camiseta de Luján.

### Como entrenador
Luego de un paso como coordinador de juveniles de Defensores Unidos, debutó como entrenador durante 2017 en el banco de Deportivo Español. En agosto de 2017, fue contratado por Defensores Unidos para dirigir al primer equipo, en donde tuvo un destacado pasado, consiguiendo el título de Campeonato de Primera C 2017-18. Fue cesado de su cargo en junio de 2020.
En enero de 2021 es anunciado como nuevo entrenador de Colegiales (Munro) de la Primera B Metropolitana. En abril de 2023, presentó su renuncia a Colegiales, para luego firmar por San Telmo. Tras 14 partidos con resultados irregulares, y sin lograr sacar al equipo del fondo de la tabla, en agosto de 2023 es anunciado el fin de su ciclo en San Telmo.
Durante el mismo mes, es anunciado como el nuevo estratega de Midland.Tras lograr el ascenso a la B metropolitana, el 30 de noviembre se anunció su desvinculación del equipo, para seguir su carrera en el fútbol del exterior. El 24 de enero de 2024 es anunciado como el nuevo entrenador de Universidad de Concepción de la Primera B chilena, pero luego de una pésima campaña con 2 victorias y 5 derrotas en 7 fechas, el 18 de abril es anunciada su salida del banco forero.

## Clubes

### Como jugador
| Club                     | País      | Año       |
| ------------------------ | --------- | --------- |
| Banfield                 | Argentina | 1997-1999 |
| Brown de Adrogué         | Argentina | 2000-2002 |
| Platense                 | Argentina | 2003      |
| Tristán Suárez           | Argentina | 2004-2005 |
| Atlanta                  | Argentina | 2006      |
| Los Andes                | Argentina | 2006      |
| Alvarado                 | Argentina | 2007      |
| Unión Magdalena          | Colombia  | 2007      |
| Defensores de Cambaceres | Argentina | 2008      |
| Defensores Unidos        | Argentina | 2009-2013 |
| Luján                    | Argentina | 2014      |

### Como entrenador
| Club                      | País      | Año           | PJ  | PG | PE | PP | GF  | GC  | DG  | Efectividad |
| ------------------------- | --------- | ------------- | --- | -- | -- | -- | --- | --- | --- | ----------- |
| Deportivo Español         | Argentina | 2017-2018     | 53  | 10 | 15 | 28 | 39  | 68  | -29 | 28.3%       |
| Defensores Unidos         | Argentina | 2019-2020     | 25  | 8  | 10 | 7  | 24  | 24  | 0   | 45.33%      |
| Colegiales                | Argentina | 2021-2023     | 84  | 43 | 17 | 24 | 113 | 82  | +31 | 57.94%      |
| San Telmo                 | Argentina | 2023          | 14  | 4  | 3  | 7  | 15  | 17  | -2  | 35.71%      |
| Midland                   | Argentina | 2023          | 14  | 9  | 3  | 2  | 24  | 9   | +15 | 71.43%      |
| Universidad de Concepción | Chile     | 2024          | 7   | 2  | 0  | 5  | 4   | 13  | -9  | 28.57%      |
| Defensores Unidos         | Argentina | 2024          | 20  | 3  | 7  | 10 | 12  | 23  | -11 | 26.67%      |
| Defensores Unidos         | Argentina | Total en CADU | 45  | 11 | 17 | 17 | 36  | 47  | -11 | 37.04%      |
| Deportivo Armenio         | Argentina | 2025-presente | 14  | 3  | 7  | 4  | 14  | 18  | -4  | 38.1%       |
| Total                     | Total     | Total         | 231 | 82 | 62 | 87 | 244 | 255 | -11 | 44.44%      |

## Palmarés

### Como entrenador
| Título    | Club              | País      | Año           |
| --------- | ----------------- | --------- | ------------- |
| Primera C | Defensores Unidos | Argentina | 2017-18       |
| Primera B | Colegiales        | Argentina | Apertura 2021 |

### Distinciones individuales
| Distinción                                            | Año  |
| ----------------------------------------------------- | ---- |
| Premio Alumni al entrenador destacado de la Primera C | 2018 |